# Po Lin kolostor
A Po Lin kolostor (hagyományos kínai: 寶蓮禪寺, egyszerűsített kínai: 宝莲禅寺, pinjin: bǎo lián chán sì) buddhista kolostor Hongkongban, Lantau szigetén. A kolostor elsődleges nevezetessége a Tien Tan Buddha-szobor, avagy a Menny Temploma Buddha.

## Alapítása
1906-ban alapította három buddhista szerzetes, akkori nevén a „Nagy kunyhót”, majd 1924-ben nevezték át és nyerte el mai nevét azaz magyarul a „Gyönyörű Lótusz Templom” nevet.

## Elhelyezkedése
Az első kapun túl a két oldalon 6-6 szobor található, amelyek a 12 égtáj őrzői, vagyis jaksák, és megfelelnek a 12 kínai állatövi jegynek. A sétány végén körtér található oltárral. Innen tovább visz az út a kolostorok felé, illetve a szobor irányába.

### A nagy Buddha szobor
Ennek a kolostornak a területén található a Tien Tan Buddha-szobor vagy más néven a Nagy Buddha szobor, amely Kínában az öt legnagyobb Buddha szobrok egyike. A szobrot hivatalosan 1993-ban adták át. Az alkotást már első lépésektől kezdve szimbolikusan kezelték, ezért 12 év alatt építették fel. Építésénél alkalmazták Buddha 32 fizikális jegyeit (laksanák) különböző buddhista szútrák felhasználásával. Arcát a Lungmen-barlangok (龍門石窟) egyik faragványa alapján mintázták, a test alsó részét pedig a tunhuangi barlangtemplom (燉煌) 360-as számú terméből. Így alkották meg a Buddha kép megjelenését. Az alkotás elkészítéséhez bronzot használtak. Az összesen 34 méter magas és 250 tonna súlyú szobor lótusz trónon ül, amelyet három oltár és hat másik kisebb isten szobor vesz körbe. A szobrok a mahájána bodhisszatva ösvény (bodhiszattva-jána) bejárásának szimbólumai, amely hat tökéletességet (páramitá) foglal magában: adakozás, kitartás, erkölcsösség, türelem, bölcsesség és meditáció. A tekintete északi irányba néz, bal keze az ég felé fordítva „kívánság beteljesülése” mudrában a lábán nyugszik, míg a jobb keze „megnyugvást” szimbolizáló mudrátartásban van előretartva. Meditációs lótuszülésben van ábrázolva, így látszanak talpai is. Mindkét kezében és felfele mutató talpain a dharma kereke (dharmacsakra) szimbólum látható, mellkasán pedig napszimbólum.

### Kolostor
A második kapun, a Hegy kapuján (山門) túl a kolostorok komplexuma van. Itt van a VejTuo (WeiTuo), vagy másik nevén a Szkandha bodhiszattva csarnok (韋馱殿), mögötte pedig a Nagy Buddha templom (大雄寶殿) és a Tízezer Buddha temploma. Ez utóbbi jelenleg felújítás alatt áll. Előreláthatólag 2012-ben lesz kész. Mellette látható még a harang torony és a dob torony, a Ksitigarbha bodhiszattva templom, a meditációs terem, az étkező, és végül a szangha terme, vagyis a közösség részére kialakított templom van. A nagy Buddha templom az 1970-es években épült fel. Az épület tervét a Ming- és Csing-dinasztia épületstruktúrái alapján készítették el. Ahogy az egész helyre, a templomban is jellemző díszítő eszköz a lótusz. Kinti oszlopait sárkányok díszítik. Márvány kőpadló burkolja és minden kőben lótuszvirág van. Belső festészetében a piros-arany-kék árnyalatai dominánsak. A templom közepén virágokkal gazdagon díszített oltár áll, három arany Buddha szoborral. A plafonon női isteni alakok vannak festve. Ötágú lelógó lámpák biztosítják a fényt, középen egy nagy lampionnal.

#### Kolostorkert
A kolostor kertje növényekben gazdag, a Nagy Buddha Templom előtt látható egy Kuanjin (GuanYin) szobor, körbevéve kövirózsákkal. Kint sok parkos rész található, járdákkal, kőből faragott padokkal, asztalokkal. Szintén a kolostorhoz tartozik egy orchidea park, egy kínai hibiszkusz és egy fügefa is.

## Galéria
- Látkép az oltártól
- Sandira Yaksha
- Nagy Buddha szobor
- Nagy Buddha templom belülről
- Nagy Buddha templom belülről
- Kolostorkert